# Humanure
Humanure este un album al formației americane de goregrind/deathgrind Cattle Decapitation, lansat pe 13 iulie 2004, prin casa de discuri Metal Blade Records. 
Prima ediție a abumului a fost refuzată de către majoritatea companiilor de distribuție, din cauza imaginii, considerată șocantă, de pe copertă. A doua ediție a fost lansată la sfârșitul lunii august 2004.

## Tracklist
1. "Scatology Domine (intro)" – 1:02
2. "Humanure" – 3:05
3. "Reduced To Paste" – 4:13
4. "Bukkake Tsunami" – 4:33
5. "Cloacula: The Anthropophagic Copromantik" – 3:05
6. "Chummified" – 3:43
7. "Applied Human Defragmentation" – 5:19
8. "The Earthling" – 3:27
9. "Polyps" – 4:24
10. "Lips & Assholes" – 4:56
11. "Men Before Swine (outro)" – 9:40

Ediția japoneză mai conține două piese înregistrate live: "I Eat Your Skin" și "Reduced To Paste".

## Componență
- Travis Ryan - voce
- Josh Elmore - chitară
- Troy Oftedal - chitară bas
- Michael Laughlin – tobe

## Invitați
- Gabe Serbian, Justin Pearson and Robert Bray (trupa The Locust)
- Scott Miller

## Alte Persoane
- Bill Metoyer – Mixaj și mastering
- Brad Vance – Mastering